# Liste d'indices en chimie et physique
Cette liste répertorie des indices rencontrés en chimie et physique.

## Caractérisationdesubstance chimique
| Indice                                                      | Concerne                                      |
| ----------------------------------------------------------- | --------------------------------------------- |
| Indice d'acide (SZ, Säurezahl (de))                         | Graisse, résine...                            |
| Indice d'ester                                              | = Indice de saponification - Indice d'acide   |
| Indice d'hydroxyle (en)                                     | Graisse, ester, résine, etc.                  |
| Indice d'iode (IZ, Iodzahl (de))                            | Graisse, résine...                            |
| Indices de neutralisation (Indices d’acide et d’alcalinité) | Graisse, résine...                            |
| Indice de peroxyde (POZ, Peroxidzahl (de))                  | Graisse, résine...                            |
| Indice de saponification (VZ, Verseifungszahl (de))         | Graisse                                       |
| Colour Index                                                | Colorant, pigment                             |
| Indice de couleur Gardner                                   | Colorimétrie                                  |
| Indice de viscosité (ou index de viscosité)                 | Huile lubrifiante dans l’industrie automobile |
| Indice de fluidité                                          | Matériau thermoplastique                      |
| Indice de polymolécularité (PDI, Polydispersity index (en)) | Polymère                                      |
| Indice de pseudoplasticité                                  | Rhéologie                                     |
| Indice de rhéofluidification                                | Rhéologie                                     |
| Indice d'octane                                             | Carburant                                     |
| Indice de cétane                                            | Carburant                                     |
| Indice de Wobbe                                             | Gaz combustible                               |
| Indice limite d'oxygène                                     | Inflammabilité                                |
| Indice de saturation de Langelier                           | Saturation de l’eau                           |
| Indice de friabilité                                        | Matériau (solide)                             |
| Indice de réfraction                                        | Optique                                       |

## Météorologie
| Indice                                                             | Concerne     |
| ------------------------------------------------------------------ | ------------ |
| Indice d’aridité                                                   | Météorologie |
| Indice climatique                                                  | id.          |
| Indice de George                                                   | id.          |
| Indice humidex                                                     | id.          |
| Indice de menace de temps violent                                  | id.          |
| Indice de sècheresse de Keetch-Byram                               | id.          |
| Indice de sècheresse de Palmer                                     | id.          |
| Indice de soulèvement                                              | id.          |
| Indice de stabilité de Showalter ou Indice de stabilité de Whiting | id.          |
| Indice total-total                                                 | id.          |

## Divers
| Indice                                    | Concerne                                |
| ----------------------------------------- | --------------------------------------- |
| Indice de qualité de l'air                | Pollution de l'air                      |
| Métox                                     | Pollution de l'eau                      |
| Indice de Ryznar                          | Tendance corrosive/entartrante de l’eau |
| Indice UV                                 | Rayonnement ultraviolet                 |
| Indice glycémique                         | Nourriture                              |
| Indice PRAL                               | Nourriture                              |
| Indice de rendu de couleur                | Colorimétrie                            |
| Indice d'affaiblissement acoustique       | Acoustique                              |
| Indices de Miller et indices de direction | Cristallographie                        |
| Indice de coordination                    | Chimie, cristallographie                |
| Indice de couleur                         | Astronomie                              |
| Indice de freinage                        | Astronomie                              |
| Indice de dureté                          | Astronomie                              |
| Indice polytropique                       | Astrophysique                           |
| Indice spectral                           | Radioastronomie                         |
| Indice Schmerber                          | Imperméabilité d’un textile             |
| Indice de Mohlman                         | Décantation des boues                   |